# Lake Preston, South Dakota
Lake Preston är en ort i Kingsbury County i delstaten South Dakota, USA.